# دتینگن (روتنبورگ)
دتینگن (به آلمانی: Dettingen) یک منطقهٔ مسکونی در آلمان است که در روتنبورگ آم نکا واقع شده‌است. دتینگن ۱٬۷۸۳ نفر جمعیت دارد.